# Erythroneura fraxa
Erythroneura fraxa är en insektsart som beskrevs av Robinson 1924. Erythroneura fraxa ingår i släktet Erythroneura och familjen dvärgstritar. Inga underarter finns listade i Catalogue of Life.